# Сет Корантенг
Сет Корантенг (англ. Seth Koranteng) — ганський дипломат. Надзвичайний і Повноважний Посол Гани в Україні за сумісництвом. 14 червня 2011 року вручив вірчі грамоти Президенту України Віктору Януковичу. 
Також Надзвичайний і Повноважний Посол в РФ (з 2009), Азербайджані, Монголії та у Вірменії.
У 2013 році був звинувачений у секс-скандалі в посольстві Гани в РФ.